# Harald Öhquist
Harald Öhquist (Helsinki, 1 de marzo de 1891-10 de febrero de 1971) fue un Teniente General finlandés durante la Segunda Guerra Mundial.

## Biografía
Öhquist se unió a los Jägers de Finlandia en 1915 y entrenado y luchado en el 27.º batallón Jäger de la realeza Prusiana. Durante la guerra civil finlandesa  fue ascendido a mayor, y Öhquist dirigió la Guardia Blanca en la batalla de Viipuri. En 1930,  fue ascendido como General Mayor, y tres años más tarde fue el Comandante del Ejército en el Istmo de Karelia.
Durante la Guerra de Invierno, Öhquist fue el Comandante de los II Cuerpos en los Istmos de Karelia. Öhquist tuvo frías relaciones con Mannerheim, quién no proporcionó tareas responsables después de la guerra. En el inicio de la Guerra de Continuación, fue el oficial de contacto finlandés con la Alemania Nazi en Berlín. Entre 1942 y 1944, Öhquist mandó un grupo militar en el Istmo de Karelia, y más tarde fue el Supervisor de la Formación Militar.
En 1949 Öhquist publicó un libro de la Guerra de Invierno nombrado La Guerra de Invierno desde mi punto de vista (en finés: Talvisota minun näkökulmastani). Dos años más tarde se retiró del ejército.